# Scopula umbrata
Scopula umbrata är en fjärilsart som beskrevs av Abel Dufrane 1931. Scopula umbrata ingår i släktet Scopula och familjen mätare. Inga underarter finns listade.